# Тейлор, Джуэл
Джуэл Тейлор (англ. Jewel Cianeh Howard Taylor; род. 17 января 1963) — политический деятель Либерии, вице-президент страны (2018—2024). Была замужем за осуждённым военным преступником и бывшим президентом Чарльзом Тейлором (за которого вышла замуж в 1997 году, а развелась в 2006 году), была первой леди Либерии во время его президентства. В 2005 году была избрана в сенат Либерии в уезде Бонг от Национальной патриотической партии. Является председателем сенатского комитета по здравоохранению и социальному обеспечению по гендерным вопросам, женщинам и детям.

## Биография
Когда Чарльз Тейлор был президентом страны, она занимала ряд должностей государственной службы в правительстве Либерии, включая должность заместителя управляющего Национального банка Либерии (в настоящее время Центральный банк Либерии), президента Банка сельскохозяйственного кооператива и развития (ACDB) и андеррайтера ипотечного финансирования Первого союзного Национального Банка. Кроме того, она сосредоточилась на образовательных, медицинских и социальных проектах.
Имеет высшее образование в области банковского дела и две степени бакалавра в области банковского дела и экономики. В настоящее время проходит программу магистра делового администрирования в Каттингтонском университете в Либерии. 21 декабря 2011 года окончила юридический факультет имени Луизы Артур Граймс при государственном университете Либерии. Два дня спустя в уезде Бонг возникли общественные споры относительно почестей, предположительно предоставленных ей: она была объявлена новым обладателем титула «Мадам Суакоко», почётного титула уезда Бонг, посвящённого округу Суакоко, но члены комиссии, которые якобы присвоили ей титул, вскоре начали отрицать, что награда была дана ими, заявив, что собрание, на котором она была удостоена звания, на самом деле было совещанием, помогающим жителям уезда преодолеть политические разногласия.
В феврале 2012 года Джуэл Тейлор пыталась внести в парламент Либерии законопроект, согласно которому гомосексуальные действия стали бы уголовным преступлением первой степени, а смертная казнь стала бы максимальной мерой наказания. Законопроект не был принят после того, как президент Элен Джонсон-Серлиф дала понять, что не подпишет его.
Тейлор была приведена к присяге 22 января 2018 года. Она первая женщина, занявшая эту должность.
В 2020 году заразилась COVID-19 и была отправлена на лечение в Гану.